# جون بينيت روبنز
جون بينيت روبنز (بالإنجليزية: John B. Robbins)‏ هو باحث أمريكي، ولد في 1 ديسمبر 1932.